# Амілкар Кабрал
Амілкар Лопес Кабрал (порт. Amilcar Lopes Cabral; 12 вересня 1924, Бафата, Португальська Гвінея — 20 січня 1973, Конакрі, Гвінея) — політичний діяч і революціонер Гвінеї-Бісау й Кабо-Верде, один із засновників і генеральний секретар партії ПАІГК, теоретик антиімперіалістичної та національно-визвольної боротьби.

## Життєпис
Син Ювенала Лопеса Кабрала й Іви Пінеї Евори, названий батьком на честь карфагенського полководця Гамількара Барки, смертельного ворога Риму. Народився у Португальській Гвінеї (теперішня назва — Гвінея-Бісау), але виріс і закінчив школу на островах Кабо-Верде. Після звершення навчання у Лісабонському сільськогосподарському інституті два роки працював у Португалії. 1952 року повернувся до Гвінеї, де працював агрономом. Робота на експериментальній фермі Pessube передбачала часті відрядження у різні кутки країні, які дозволили Кабралу ближче ознайомитись зі суспільною дійсністю в умовах португальського колоніального панування.
Ще у Португалії Кабрал вступив у контакт зі студентами-революціонерами не тільки з Гвінеї-Бісау, але й з інших португальських колоній в Африці — Анголи, Конго, Мозамбіку. В студентських гуртках відбувалося його знайомство з революційними ідеями. 1959 року Амілкар Кабрал, його брат Луїс Кабрал, Арістід Перейра, Фернандо Фортес де Алмейда та Юлій Єлисей Терпін заснували Африканську партію незалежності Гвінеї та Кабо-Верде (ПАІГК). Чотири роки по тому бійці ПАІГК вчинили напад на військові казарми в м. Тіте, що на півдні Гвінеї-Бісау, розпочавши таким чином збройну боротьбу — партизанську війну проти португальських колонізаторів. На першому етапі війни бази партизанів були розташовані у сусідній Гвінеї, на той час вже незалежній від Франції.
Збройна боротьба розгортувалася повільно, але успішно — на початку 1970 року під контролем ПАІГК опинилася більша частина Гвінеї. Фактично португальці утримували лише два найбільших міста колонії — Бісау та Бафата — й їхні околиці. В цей час Кабрал виступав не тільки як талановитий організатор, але й пропагандист і представник гвінейського народу за кордоном — виступав з доповідями про національно-визвольну боротьбу в Африці на міжнародних конференціях і в ООН. 1970 року його разом з Агостіньо Нето (президентом МПЛА) і Марселіно дос Сантосом (віце-президентом ФРЕЛІМО) приймав Папа Римський Павло VI.
Після низки невдалих замахів Кабрал кінець-кінцем був убитий 20 січня 1973 у штаб-квартирі ПАІГК неподалік міста Конакрі. Його вбивцями стали члени його ж власної партії. Таким чином справдилось пророцтво, яке він зробив за кілька років до того: «Якщо хтось з нас постраждає, то винуватими в цьому будемо лише ми самі. Ніхто крім нас не може зруйнувати ПАІГК.»
Кабрала вважають революційним теоретиком не менш значущим, ніж Франц Фанон чи Че Гевара, і його вплив відчувається далеко за межами африканського континенту. Його ім'ям названо міжнародний аеропорт на острові Сал (Кабо-Верде), університет у Бісау, центр культури в місті Боа-Віста (Бразилія), вулицю у Сен-Дені (Франція), площу в Москві.

## Ідейна спадщина

### Важливість теорії
Хоча Кабрал вважав себе радше практиком, ніж теоретиком, він постійно займався розробкою питань тактики та стратегії, цілей та засобів антиколоніальної боротьби. Свої думки висловлював у статтях і промовах. Важливе місце в антиколоніальній боротьбі, на думку Кабрала, посідала культура, тому питанням культури він приділяв велику увагу. Культура колонізованого і пригнобленого народу має протиставлятися культурі колонізатора.

### Визвольні рухи «третього світу»
Кабрал вважав, що в добу монополістичного капіталізму та імперіалістичного панування головними дієвими особами світової історії стають визвольні рухи «третього світу». Справжні суспільні перетворення приходять тільки із завоюванням тубільцями контролю над продукційними силами, тоді як формальна політична незалежність призводить до продовження колоніалізму, тільки у зміненому вигляді — у вигляді неоколоніалізму. Політична незалежність, це — не мета визвольної боротьби, але один з моментів процесу боротьби. Якщо історія, це — розвиток продукційних сил, говорив Кабрал, колонізований може повернути собі історію, тільки заволодівши засобами виробництва. Потенціал для революції — у формуванні антиімперіалістичного союзу різних соціальних груп, включаючи селянство та дрібну буржуазію. Цей союз є своєрідною «класом-нацією» — монолітною масою, згуртованою навколо єдиного пристрасного бажання самостійності та повернення до історії. Після здобуття незалежності цей союз може розпастися, і з цього моноліту виокремиться національна буржуазія, «середній клас» тощо. Чи станеться се чи ні, залежатиме від поведінки нижчих верств дрібної буржуазії та інтелігенції.

### Революційні кадри
Робітничий клас, зокрема промисловий пролетаріат, через свою нечисленність не могла відігравати вирішальної ролі у національно-визвольній боротьбі в колоніях. Завдання передового загону, що виступав на чолі переважно сільських мас, виконував союз національної дрібної буржуазії та інтелігенції. Цей союз оформлювався у вигляді революційної партії.
На першому етапі боротьби кадри для революційної партії треба шукати серед верств з міжкласовим місцеположенням, непевних у своєму місці в суспільстві. Це можуть бути колишні селяни, а нині міські наймані працівники з числа тубільців, які день-у-день бачать різницю між своїм рівнем життя і рівнем життя колоністів у місті. Оскільки ці трудові мігранти бачать експлуатацію на власні очі, вони швидше за селян усвідомлюють її реальність і роблять відповідні політичні висновки (хоча об'єктивно їх можуть визискувати не так жорстоко, як селян). У більшості малорозвинених країн капіталістичної периферії класом, що, з одного боку, є достатньо освіченим (в тому числі обізнаною на базовому рівні з революційною теорією), а, з другого — має досвід гноблення в умовах колоніалізму,

### «Класове самогубство»
Кабрал був переконаний, що ключем до успішної соціальної революції на периферії капіталістичного світу є роль, що її має зіграти дрібнобуржуазне керівництво національного руху після завоювання незалежності. Того самого моменту, коли приходить національне визволення і революційна дрібна буржуазія здобуває владу, народ повертається до історії, і назовні знову вириваються внутрішні соціальні протиріччя, затушовані під час збройної боротьби проти колоніалізму. Щойно ці протиріччя проявляться, революційна дрібна буржуазія опиняється перед вибором: або стати національною буржуазією (чи радше псевдобуржуазією, адже в неоколоніальних умовах буржуазія малорозвинених країн є лише імітацією буржуазії капіталістичного центру), або продовжити революцію і здійснити своє історичне покликання — здійснити соціальну революцію. Кабрал наполягав на тому, що аби здійснити своє історичне покликання, дрібна буржуазія має вчинила самогубство — «класове самогубство».
Класове самогубство означає замість слідувати своїм безпосереднім матеріальних інтересам, дослухатися до своєї революційної свідомості. За відсутності справжнього робітничого класу дрібна буржуазія має в інтересах суспільства пожертвувати своїм станом і привілеями, ототожнити себе з трудящими масами, вчинити «самогубство» та відродитися як робітничий клас. Ймовірність самогубства залежатиме від глибини проникнення революційних ідей у середовище дрібної буржуазії, а також від місця, що його займатиме революційна фракція цього класу після незалежності. Неспроможність вчинити класове самогубство означатиме відтворення експлуатаційних відносин у новій конфігурації: пару колонізатор—колонізований заступить пара національна буржуазія—пролетаріат. Через класове самогубство буржуазії боротьба за національне визволення переростає у боротьбу за визволення соціальне.

## Про Амілкара Кабрала
Фідель Кастро:

Можна сказати, що не з багатьма керівниками у мене складались такі щирі дружні стосунки, які були між Амілкаром і мною. Мислитель неабиякого інтелектуального дару, творець і надзвичайно людяна особистість.

## Збірки творів
- «Португальська» Гвінея. Сила зброї (Guinée «portugaise»: le pouvoir des armes, Paris: François Maspero, 1970).(фр.)
- Революція в Гвінеї. Вибране (Revolution in Guinea: Selected Texts by Amilcar Cabral, New York: Monthly Review, 1970).(англ.)
- Повернення до джерел. Вибрані промови Амілкара Кабрала (Return to the Source: Selected Speeches of Amilcar Cabral, New York: Monthly Review, 1973).(англ.)
- Революція в Гвінеї. Вибрані статті та промови (Революция в Гвинее. Избранные статьи и речи. — Москва: Наука, 1973).(рос.)
- Єдність і боротьба. Том 1. Теоретична зброя (Unité et lutte, I. L'arme de la théorie, Paris: François Maspero, 1975).(фр.)
- Опір і деколонізація (Resistance and Decolonization, London and New York: Rowman & Littlefield International, 2016).(англ.)

### Книжки
- Олег Игнатьев. Амилкар Кабрал — сын Африки. — Москва: Политиздат, 1975. — 159 с.(рос.)
- В. Г. Солодовниов (отв. ред.]. Борьба за освобождение португальских колоний в Африке (1961—1973). — Москва: «Наука», 1975. — 303 °C.(рос.)
- Роман Тиса. Визволення людини. Нариси з історії суспільної думки XX ст. — Київ: «Вперед», 2023.
- Mario de Andrade, Amilcar Cabral: essai de biographie politique, Paris: François Maspero, 1980, 169 p.(фр.)
- Gérard Chaliand, Armed Struggle in Africa: With the Guerrillas in «Portugese» Guinea, New York and London: Monthly Review Press, 1969.(англ.)
- Mario de Andrade, Amilcar Cabral: essai de biographie politique, Paris: Maspero, 1980.(фр.)
- Carlos Lopes (ed.), Africa's Contemporary Challenges: The Legacy of Amilcar Cabral, Ablington: Routledge, 2010.(англ.)
- Jack McCulloch, In the Twilight of the Revolution: The Political Theory of Amilcar Cabral, London: Zed Books, 1983.(англ.)
- Reiland Rabaka, Concepts of Cabralism: Amilcar Cabral and Africana Critical Theory, Lexington Books, 2014.(англ.)
- António Tomás, O fazedor de utopias: uma biografia de Amílcar Cabral, Lisbonne: Tinta-da-China, 2008.(порт.)

### Статті
- Р. Тиса. Кабрал Амілкар Лопес // Історія політичної думки: навч. енцикл. словник-довідник для студентів вищих навч. закл / за наук. ред Н. М. Хоми. — Львів: Новий Світ-2000, 2014. — С. 268.
- Амилкар Кабрал // Р. А. Ульяновский. Политические портреты борцов за национальную независимость. — Москва: Политиздат, 1983. — C. 289—306.(рос.)
- А. М. Хазанов. «Поколение Кабрала»: путь в революцию // «Новая и новейшая история» (Москва). — 2012. — № 3. — С. 159—184.(рос.)
- Robert Blackey, «Fanon and Cabral: A Contrast in Theories of Revolution for Africa», in The Journal of Modern African Studies, Vol. 12, No. 2 (June, 1974), pp. 191—209.(англ.)
- Patrick Chabal, «The Social and Political Thought of Amilcar Cabral: A Reassessment», in The Journal of Modern African Studies, Vol. 19, No. 1 (March 1981), pp. 31-56.(англ.)
- Eduardo de Sousa Ferreira, «Amilcar Cabral: Theory of Revolution and Background to His Assassination», in Ufahamu: A Journal of African Studies, No. 3, 1973, pp. 49-68.(англ.)
- Daniel Fogel, «The Revolution in Guinea-Bissau and the Heritage of Amilcar Cabral», in Daniel Fogel, Africa in Struggle: National Liberation and Proletarian Revolution, Ism Press, 1986, pp. 262—279.(англ.)
- Jack McCulloch, «Amilcar Cabral: A Theory of Imperialism», in The Journal of Modern African Studies, Vol. 19, No. 2, 1981, pp. 503—511.(англ.)

### Твори Кабрала
- Коротка аналіза соціяльної структури «портуґальської» Ґвінеї (1964) [Архівовано 6 листопада 2013 у Wayback Machine.]
- Зброя теорії (1966) [Архівовано 14 липня 2014 у Wayback Machine.]
- Національне визволення і культура (1970) [Архівовано 19 жовтня 2016 у Wayback Machine.]
- Ідентичність і гідність в контексті національно-визвольної боротьби (1972) [Архівовано 8 грудня 2013 у Wayback Machine.]
- Солідарність у боротьбі. Бесіда з чорношкірими американцями у невимушеній обстановці (1972) [Архівовано 3 липня 2019 у Wayback Machine.]
- Архів А. Кабрала на Marxists.org [Архівовано 13 жовтня 2011 у Wayback Machine.](англ.)

### Про нього
- Кевін Окот. Краще отрута (2023)
- Роман Тиса. Амілкар Кабрал і «клясове самогубство» (2014) [Архівовано 9 квітня 2014 у Wayback Machine.]

1. ↑  Кабрал Амилкар // Большая советская энциклопедия: [в 30 т.] / под ред. А. М. Прохорова — 3-е изд. — Москва: Советская энциклопедия, 1969.